# Leila Richers
Leila de Moura Richers (Rio de Janeiro, 1 de janeiro de 1955 — Rio de Janeiro, 10 de dezembro de 2020) foi uma jornalista brasileira.

## Carreira
Jornalista graduada pela UFRJ, em 1986, foi repórter e editora de moda das revistas Desfile e Manchete, da Editora Bloch. Foi também editora de cultura e apresentadora do Jornal Panorama, bem como editora de política e apresentadora do Jornal da Manchete – Segunda Edição, da Rede Manchete, o qual apresentou de 1987 a 1993. Ainda nessa mesma emissora, fez reportagens especiais e entrevistas para o programa Ela e Ele e o Programa de Domingo.
De 1993 a 1996 e de 1996 a 1998 foi editora e âncora do CNT Jornal, da CNT. Na MultiRio, foi produtora de multimeios da prefeitura da cidade do Rio de Janeiro, roteirista e apresentadora do programa Cidade e Educação e editora do programa Encontros Culturais. Nesse último, realizou mais de vinte documentários de curta-metragem sobre museus, centros culturais, monumentos e pontos turísticos do Rio, os quais foram veiculados na programação da MultiRio, na NET, na Band Rio e na Cimeira de chefes de Estado realizada no Rio de Janeiro em 2000.
Na TVE Brasil, apresentou os programas Qualificação Profissional, assim como Um Salto para o Futuro, além de ter sido editora e âncora do telejornal Edição Nacional.

## Vida pessoal
Nascida Leila de Moura, a comunicadora foi casada com Ronaldo Richers (n. 1946), filho do empresário Herbert Richers (1923–2009), de quem adotou o sobrenome. Antes de ser jornalista, ensaiou uma carreira como modelo.

## Morte
Em 10 de dezembro de 2020, morreu vítima de câncer.